# Listová skvrnitost jilmu (Mycosphaerella ulmi)
Listová skvrnitost jilmu (Mycosphaerella ulmi) je chorobou která se na listech jilmu projevuje skvrnami.

## Rozšíření
Evropa: Polsko, Německo, Spojené království. 

## Název
Název „listová skvrnitost jilmu“ je v roce 2012 používán ve fytopatologii v odborných zdrojích pro dvě různé choroby způsobované dvěma odlišnými patogeny:
- tuto chorobu způsobenou houbou čeledi braničnatka (Mycosphaerellaceae), nazývanou Mycosphaerella ulmi (synonymum Cylindrosporium ulmi, Phloeospora ulmi, Septogloeum ulmi, Septoria ulmi, Sphaerella ulmi [2]) [L 1]
- jinou chorobu, listová skvrnitost jilmu (Stegophora ulmea) způsobenou houbou čeledi Sydowiellaceae, nazývanou Stegophora ulmea (synonymum Asteroma ulmeum, Cylindrosporella ulmea, Gloeosporium ulmeum, Gloeosporium ulmicola, Gnomonia ulmea, Lambro ulmea, Sphaeria ulmea). V angličtině je pro chorobu používán název „black spot of elm“. Patogen je karanténní organismus.[3]

## Hostitel
Druh jilm, zejména
- jilm horský Ulmus glabra
- jilm anglický Ulmus procera

## Symptomy
Hranaté protáhlé světle zelené skvrny na listech. Skvrny se spojují a mění barvu na žlutou a hnědou. Listy předčasně opadávají. Podle některých zdrojů se na listech vytváří plodnice až po mnoha týdnech inkubace. Podle jiných zdrojů se spory tvoří už na rubu zelených skvrn na listech. Plodničky pohlavního stádia se tvoří zřídka. 

## Význam
Ani při opakovaném napadení nedochází k významným poškozením.

## Ochrana rostlin
Není známa. V případě potřeby je vhodné změnit klimatické podmínky na stanovišti.